# Кольясос-де-Боедо
Кольясос-де-Боедо (ісп. Collazos de Boedo) — муніципалітет в Іспанії, у складі автономної спільноти Кастилія-і-Леон, у провінції Паленсія. Населення — 131 особа (2010).
Муніципалітет розташований на відстані близько 250 км на північ від Мадрида, 65 км на північ від Паленсії.
На території муніципалітету розташовані такі населені пункти: (дані про населення за 2010 рік)
- Кольясос-де-Боедо: 84 особи
- Отерос-де-Боедо: 47 осіб

## Демографія
Динаміка населення (INE ):

## Галерея зображень

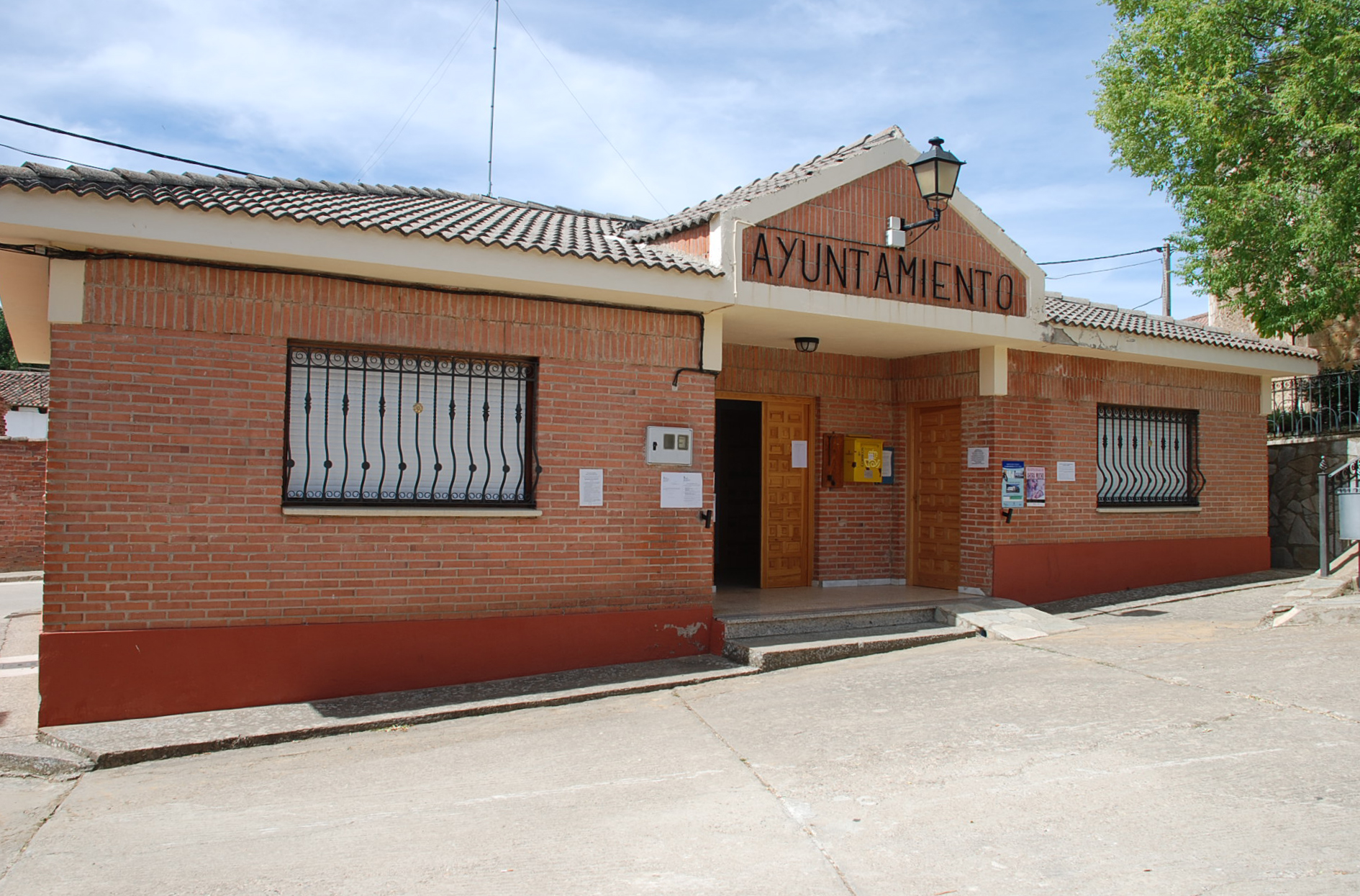
Муніципальна рада